# Paul vom Stein
Paul vom Stein (auch: Petraeus; * vor 1535 in Königsberg (Preußen); † 31. Dezember 1584 ebenda) war ein deutscher Mediziner, Physiker und Pädagoge.

## Leben
Vom Stein entstammte einem in Franken etablierten Adelsgeschlecht. Sein Vater Jakob hatte sich in Königsberg niedergelassen. Sein Bruder war der Mathematiker und Hofprediger Bonaventura vom Stein. Paul studierte an der Universität Königsberg, wo er am 19. Februar 1555 das Bakkalaureat und am 26. März 1556 den akademischen Grad eines Magisters erwarb. Von 1557 an wirkte er als Rektor der Domschule in Königsberg.
1560 absolvierte er eine Bildungsreise, die ihn nach Frankreich und Italien führte. An der Universität Padua, wo er sich am 21. April 1561 immatrikulierte, wurde er zum Doktor der Medizin promoviert. Nach Königsberg zurückgekehrt, übernahm  er 1579 die zweite medizinische Professur an der Universität. Für diese Stelle qualifizierte er sich am 21. August mit einer Disputation pro loco. Daneben hatte er auch die Professur der Physik inne. 1583 rückte er auf die erste medizinische Professur auf. Er wirkte auch als fürstlicher Leibarzt. Er beteiligte sich an den organisatorischen Aufgaben der Hochschule und war in den Wintersemestern 1580/81, 1582/83 sowie 1584/85 zum Rektor der Alma Mater gewählt worden. Vom Stein verstarb während seiner letzten Amtszeit.
Er war verheiratet mit Regina Keuter († 14. März 1599), der Tochter des Gerichtsverwandten Jacob Keuter. Seine Witwe heiratete in zweiter Ehe den Professor Valentin Pannonius.
Paul vom Stein hatte zwei Söhne: den Kaufmann Georg vom Stein († 1625, verheiratet mit Anna Heilsberger († 1624)); sowie Albrecht vom Stein, Doktor der Medizin und Arzt der Königsberger Altstadt.